# 方头固冢
方头固冢，位于中国河北省邯郸市方头固村，为邯郸市永年县的一个省级文物保护单位，类型为古墓葬，公布时间为1982年7月23日。
方头固冢的历史年代为汉代。